# Magdalena Nolla Montseny
Magdalena Nolla Montseny (Alforja, Bajo Campo, 1904 - San Adrián de Besós, Barcelona, 21 de junio de 1939) fue una republicana española presa en la prisión de Les Corts de Barcelona. Militante de Esquerra Republicana de Catalunya (ERC), con 34 años fue fusilada en el Campo de la Bota por la represión franquista.

## Biografía
Nolla Montseny nació en la Alforja, municipio de la provincia de Tarragona, aunque en algunos documentos, se hace constar como nacida en Astorga. Residía en Barcelona. Era militante de ERC y estaba comprometida activamente con la República y la causa catalana.
Al finalizar la guerra civil, el franquismo inició la represión de los vencidos. En ese contexto, las delaciones y denuncias fueron numerosas, la propagación de rumores hacía que personas sospechosas de haber sido afiliadas a sindicatos, partidos de izquierdas, catalanistas, agrupaciones de mujeres antifascistas, milicianas, voluntarios en el frente y en el Socorro Rojo, fueran juzgados por tribunales militares y se enfrentaran a duras condenas.
Nolla Montseny estaba casada y era ama de casa, su marido había huido a Francia y ella fue denunciada por una vecina. Ingresó en la cárcel de mujeres de Les Corts el 22 de febrero de 1939. Sometida a un consejo de guerra junto con dieciocho personas más, fue acusada, sin pruebas convincentes, de ser una mujer de muy mala conducta, de dirigir las Patrullas de Control de Molins de Rey, de haber saqueado el Asilo Durán de San Feliú de Llobregat y de ser una extremista que ya había participado en la revolución de 1934. Su acusación se encuadraba dentro del perfil de mujer politizada e involucrada activamente con el bando republicano durante la guerra. Fue condenada a muerte y ejecutada en el Campo de la Bota el 21 de junio de 1939.
Fue una de las once mujeres fusiladas en el Campo de la Bota entre abril de 1939 y noviembre de 1940, entre las que se encontraban Carme Claramunt i Barot, Eugènia González Ramos, Cristina Fernàndez, Ramona Peralba Sala, Dolors Giorla Laribal, Elionor Malich Salvador, Virgínia Amposta Amposta, Asumpció Puigdelloses Vila, Inés Giménez y Neus Bouza Gil.

## Reconocimientos
En 2015, se colocó una placa en homenaje a las once mujeres fusiladas en el Campo de la Bota, donde se incluía el nombre y edad de Nolla Monstseny. Al año siguiente, Nolla Montseny fue homenajeada, junto a la otra decena de fusiladas en el Campo de la Bota y la activista antifranquista española María Salvo, por el Grup Promotor del Futur Monument a la Presó de Dones de Les Corts durante el 85.º aniversario de la proclamación de la Segunda República española. En 2017, la Asociación Archivo Histórico y Centro de Documentación de La Mina y del Campo de la Bota presentó un vídeo que aborda la represión femenina tras la guerra civil en memoria de las once mujeres fusiladas en el Campo de la Bota.